# Čeněk Šlégl
Čeněk Šlégl, narozen jako Čeněk Schlögel (30. září 1899 Žižkov – 17. února 1970 Praha), byl český herec, režisér, scenárista a spisovatel. Jeho manželka Helena byla herečkou. Společně působili několik let u divadelní společnosti J. O. Martina.

## Život
Narodil se v roce 1899 jako Čeněk Schlögel v žižkovské česko-německé rodině, hlásil se k české národnosti. V roce 1917 ukončil Druhé c. a k. reálné gymnázium české v Praze na Starém Městě. V letech 1917 až 1924 hrál ve venkovských hereckých společnostech (Divadelní společnost J. Kalenského, soubor Elišky Zöllnerové, klatovská společnost Josefa Faltyse, příbramská divadelní společnost J. Blažka) a v malých divadlech v Táboře a v Praze (např. Pištěkovo lidové divadlo na Král. Vinohradech, karlínské divadlo Varieté, Aréna, Uranie). Od roku 1924 působil v tehdy slavné táborské společnosti Jana Otakara Martina jako herec, scénograf, překladatel a režisér. V letech 1925 až 1944 byl členem Divadla Vlasty Buriana. Hostoval rovněž krátce v divadlech Komedia, Národním divadle a v roce (1930) v Osvobozeném divadle.
Je znám jako herec němého i zvukového filmu, kde hrál postavy aristokratů, velkoprůmyslníků či gremiálních radů, po boku herců jako Vlasta Burian či Oldřich Nový. Režíroval 9 filmů, režíroval též v Divadle Vlasty Buriana. Napsal scénáře k celkem 11 celovečerním filmům (např. Paní morálka kráčí městem či Ulice zpívá). Poprvé se objevil před kamerou v roce 1919 v němém snímku Zloděj, naposledy v roce 1941 ve filmech Hotel Modrá hvězda, Provdám svou ženu a Přednosta stanice.
Během okupace se stal členem Vlajky (1940) a v letech 1941 až 1943 účinkoval pod pohrůžkou vězení v 11 propagandistických rozhlasových skečích, které parodovaly exilovou vládu v Londýně. V roce 1942 napsal na naléhaní vyšších představitelů SD a gestapa román Návrat, v kterém se vyskytovaly krátké antisemitské pasáže. V roce 1944 byl dekorován Svatováclavskou orlicí. Jak uvedl v poválečné soudní obhajobě, činil tak jen proto, že jeho zeť Arnošt Weiss byl Žid a jeho rodina kvůli tomu byla velmi ohrožena. Dekorování mělo za následek, že takřka všichni jeho dosavadní přátelé se od něho odvrátili a diváci ho dokonce několikrát vypískali na prknech Divadla Vlasty Buriana.
Po válce byl předán Mimořádnému lidovému soudu a v roce 1947 odsouzen za podporu nacistického hnutí vystupováním v rozhlasových skečích k trestu 6 měsíců žaláře, které si odpykal na nucených pracích. Od disciplinární rady Svazu československých filmových pracovníků dostal doživotní zákaz umělecké činnosti. Po propuštění z vězení pracoval i přes vážné zdravotní problémy způsobené nemocí páteře v různých dělnických profesích, zaměstnán byl i v Uhelných skladech na Žižkově a jako pošťák. Později žil jako důchodce s minimální penzí ve vilové čtvrti Třebešín v pražských Strašnicích, v ulici Na Třebešíně 16 v malém bytě (jako podnájemník u stavebního inženýra Theofana Makarova), který mu byl vymezen ve vile, kterou si nechal kdysi ve 30. letech postavit, a přivydělával si prodejem vlastnoručně malovaných obrazů po místních hospodách. Manželka Helena zemřela a dcera emigrovala, Šlégl žil poslední roky osamocen. V roce 1970 tento představitel okolo 80 postav zemřel. Mezi snímky, které natočil (ztvárnil v nich většinou vedlejší úlohy) lze jmenovat filmy Na sluneční straně, U snědeného krámu, Škola základ života, U pokladny stál…, Kristián, Katakomby, Noční motýl.
Mnoho let se o něm veřejně nemluvilo. Své postoje za protektorátu předstíral – prokazatelně zachránil několik životů (včetně židovských) a stal se po válce obětí msty. Již nikdy se k umělecké práci nevrátil.
Zemřel roku 1970 v Praze. Byl pohřben na Vinohradském hřbitově.

## Filmografie

### Film
- 1919 Utrpením ke slávě – role: Jana Amose Komenského
- 1926 Velbloud uchem jehly (Berka)
- 1929 Z českých mlýnů (Artur)
- 1930 C.a K. polní maršálek (Rittmeister Géza v. Medak)
- 1931 To neznáte Hadimršku (konzul Wieland)
- 1932 Kantor Ideál (Karel Domin)
- 1932 Anton Špelec, ostrostřelec – role: obhájce
- 1933 U snědeného krámu (Plagowitz)
- 1933 Dobrý tramp Bernášek (paďour Jack Polívka zv. Grizzly)
- 1934 Pozdní máj (Bohumil)
- 1935 Ať žije nebožtík (host v baru)
- 1936 Sextánka (nakladatel)
- 1937 Tři vejce do skla (učitel hudby)
- 1938 Škola základ života (profesor tělocviku Lusk)
- 1938 Ducháček to zařídí (Quido z Grispaldiců)
- 1939 U pokladny stál… (rada Pěna)
- 1939 Svátek věřitelů
- 1939 Ulice zpívá – role: vetešník Puškvorec (Film spolurežíroval s Vlastou Burianem a Ladislavem Bromem, Čeněk Šlégl se ujal technické režie. V titulcích je uveden v režii jen Vlasta Burian
- 1939 Kristián (seladon)
- 1940 Katakomby (ředitel)
- 1940 Když Burian prášil (Bohdan Kocharowski)
- 1941 Přednosta stanice (statkář Pěnkava)
- 1941 Hotel Modrá hvězda (ředitel hotelu)
- 1941 Noční motýl (šéf baru)

### Filmové režie
- 1937 Jarčin profesor
- 1937 Armádní dvojčata
- 1938 Děti na zakázku
- 1938 Stříbrná oblaka
- 1939 Ulice zpívá (spolurežie s Vlastou Burianem a Ladislavem Bromem)
- 1939 Venoušek a Stázička
- 1939 Paní morálka kráčí městem
- 1939 Teď zas my
- 1940 Vy neznáte Alberta